# Landesspracheninstitut

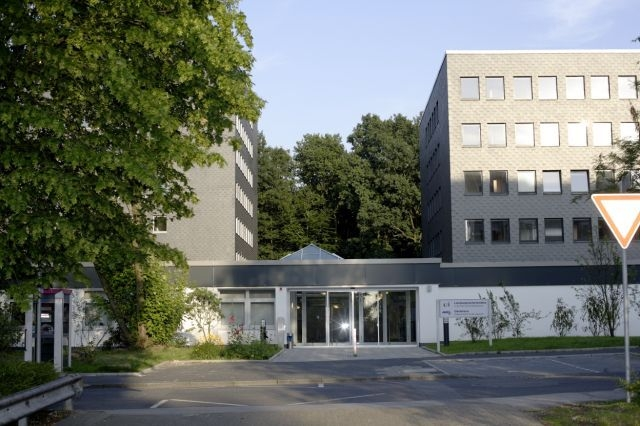
Gebäude des Landesspracheninstituts in Bochum

Das Landesspracheninstitut (LSI) in der Ruhr-Universität Bochum ist eine Weiterbildungseinrichtung, die auf wissenschaftlicher Grundlage Intensivsprachkurse entwickelt und durchführt.

## Geschichte
Gegründet wurde diese Weiterbildungseinrichtung in Bochum im Jahre 1973 als „Lehrinstitut für die Russische Sprache“. Das Institut ging auf eine Initiative der Kultusministerkonferenz (KMK) zurück und wurde vom damaligen Wissenschaftsminister Johannes Rau als Einrichtung des Landes Nordrhein-Westfalen errichtet.
Zwischen 1980 und 1985 errichtete die NRW-Landesregierung ebenfalls in Bochum ein Landesinstitut für die chinesische, japanische und arabische Sprache. Hintergrund dieses zweiten Instituts waren die Ziele des „Aktionsprogramms Ruhr“ zur strukturpolitischen Förderung des Wirtschaftsstandorts Ruhrgebiet. Es wurde von dem NRW-Wissenschafts- und Wirtschaftsminister Reimut Jochimsen errichtet und gefördert.
Im Jahre 1993 wurden die beiden Ursprungsinstitute unter dem gemeinsamen Dach „Landesspracheninstitut Nordrhein-Westfalen“ zusammengeführt.
Aus der Landeseinrichtung wurde im Jahre 2007 eine zentrale Betriebseinheit der Ruhr-Universität Bochum.
Direktor des LSI ist Abraham van Veen (seit 2021).

## Aufgaben
Das LSI entwickelt Sprachkurskonzepte für die Kernsprachen Arabisch, Chinesisch, Japanisch und Russisch, die in Intensivkursen von zwei bis drei Wochen Dauer umgesetzt werden. Bekannt geworden sind die LSI-Abteilungen auch unter den Begriffen „Arabicum“, „Sinicum“, „Japonicum“ und „Russicum“. Weitere im LSI vertretene Sprachen sind Koreanisch, Persisch (Farsi und Dari) und Türkisch.
Die in den Intensivkursen eingesetzten Lehrmaterialien (gedruckte und digitale Medien) werden im Institut selbst entwickelt. Ein Teil der Lehrbücher erscheint im Helmut Buske Verlag Hamburg.
Die Lehrangebote des LSI werden von Interessenten aus der Wirtschaft, der Politik, den Institutionen der auswärtigen Kulturpolitik, der Medien sowie Vertretern der Wissenschaft (Dozenten, Forscher, Studierende) aus dem gesamten deutschsprachigen Raum genutzt.
Das LSI unterhält Partnerschaften mit Hochschulen in Moskau, Nishnij Nowgorod, Odessa, Peking, Shanghai, Nanking, Tokyo, Osaka, Tunis und Amman; diese ermöglichen zum einen die regelmäßige Einladung von Gastdozenten aus diesen Hochschulen und zum anderen – zusätzlich zu den Sprachkursen in Bochum – die Durchführung von LSI-Sprachkursen an den aufgeführten Standorten in den Zielregionen.
Das LSI dient als Schnittstelle zwischen wissenschaftlicher Fundierung und praxisbezogener Kompetenzvermittlung für solche Sprachen, die im Kanon deutscher Schul- und Hochschulangebote nicht bzw. nicht in ausreichendem Maße vertreten sind.